# سمك المرجان

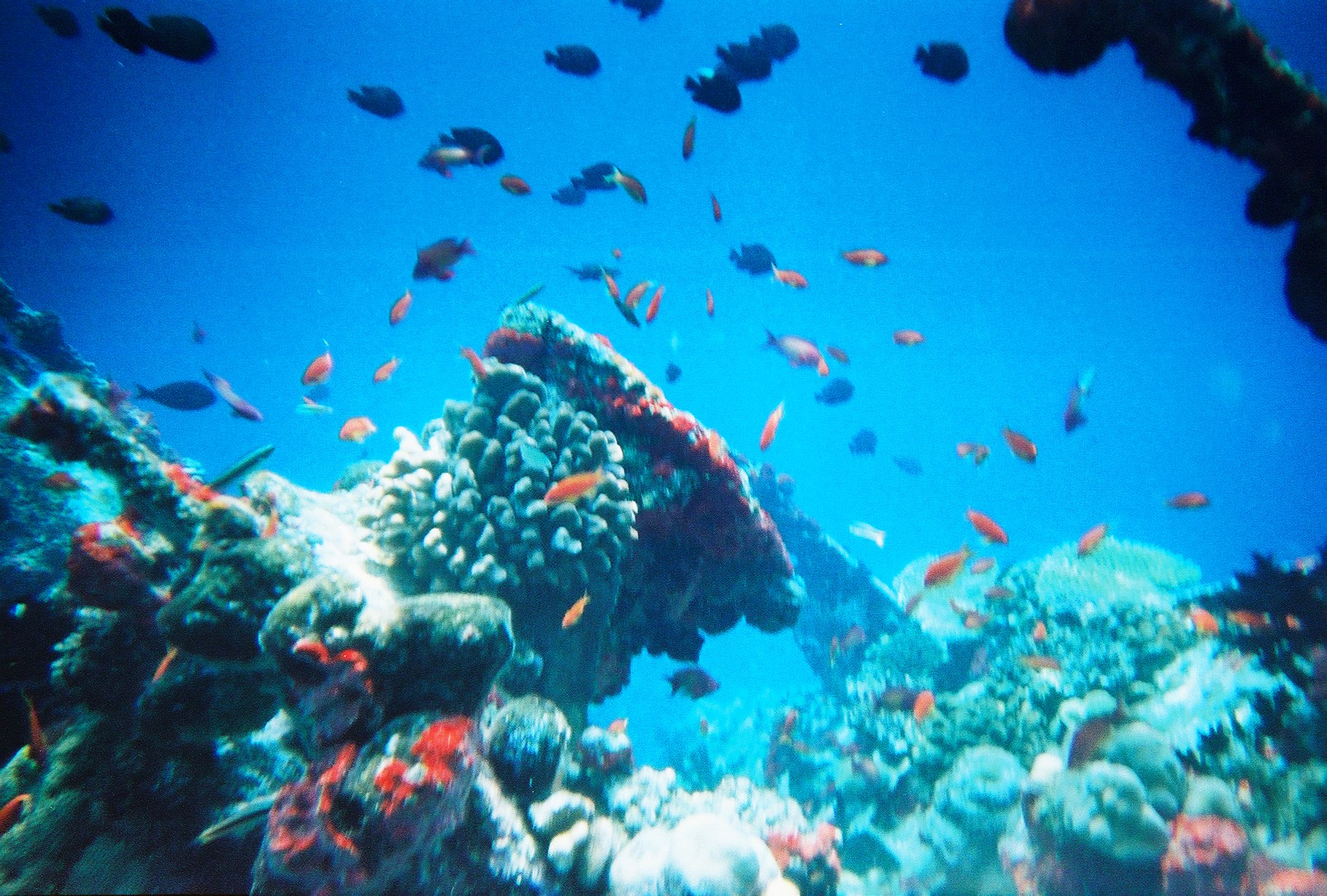
أسماك مرجانية

الأسماك المرجانية أو أسماك الشعاب المرجانية هي مجموعة الأسماك التي تعيش عادة في الجرف البحري قليل العمق وتألف العيش وسط الشعب المرجانية ولهذا السبب أخذت اسمها من اسمه. ويمتلك الحيد المرجاني نظامًا بيئيًا متنوعًا ومعقدًا.
تتخذ هذه الأسماك الشعابَ المرجانية موطناً لها، وفيها تحتمي من الحيوانات المفترسة، بالإضافة إلى أنها تُعد غذاءً لبعض أنواع الأسماك.

## وصف

### الجسم
معظم أسماك الشعاب المرجانية لها أشكال أجسام تختلف عن أسماك المياه المفتوحة. عادةً ما تكون أسماك المياه المفتوحة مُعَدَّةً من أجل الركض بسرعة في عرض البحر، وتكون مبسطة مثل الطربيدات لتقليل الاحتكاك أثناء تحركها في الماء. تعمل أسماك الشعاب المرجانية في المساحات الضيقة نسبيًا والمناظر الطبيعية المُعقَّدة تحت الماء للشعاب المرجانية. تعتبر القدرة على المناورة أكثر أهمية من سرعة الخط المستقيم، لذلك تمتلك أسماك الشعاب المرجانية أجسامًا تعمل على تحسين قدرتها على الانطلاق وتغيير الاتجاه. إنهم يتفوقون على الحيوانات المفترسة عن طريق الهروب إلى الشقوق في الشعاب المرجانية أو الاختباء والبحث حول رؤوس المرجان.
العديد من أسماك الشعاب المرجانية، مثل سمكة الفراشة والعنفوزيات لديها أجسام عميقة ومضغوطة جانبياً مثل الفطيرة. زعانف الحوض والزعانف الصدرية الخاصة بهم مُصمَّمة بشكل مختلف، لذا فهم يعملون جنبًا إلى جنب مع الجسم المسطح لتحسين القدرة على المناورة.

### الألوان
تشمل أسماك الشعاب المرجانية مجموعة كبيرة ومتنوعة من الألوان والأنماط الرائعة والغريبة في بعض الأحيان. هذا على عكس أسماك المياه المفتوحة التي عادة ما تكون مظللة بألوان فضية.
الأنماط لها وظائف مختلفة، ففي بعض الأحيان يقومون بتمويه الأسماك عندما يستقرون في الأماكن ذات الخلفية الصحيحة. يمكن أيضًا استخدام الألوان للمساعدة في التعرف على الأنواع أثناء التزاوج. تُستخدَم بعض الأنماط المتباينة الواضحة لتحذير الحيوانات المفترسة من أن الأسماك لديها أشواك سامة أو لحم سام.
أخذت سمكة الفراشة فوري (Foureye butterflyfish) اسمَها من بقعة مُظلِمة كبيرة على الجزء الخلفي من كل جانب من الجسم، هذه البقعة محاطة بحلقة بيضاء لامعة، وهذا يشبه شكل العين، لكنها في الحقيقة عين خادعة. يمر شريط أسود عمودي على الرأس عبر العين الحقيقية، مما يجعل من الصعب رؤيتها. يمكن أن يؤدي ذلك إلى اعتقاد حيوان مفترس أن السمكة أكبر مما هي عليه، مما يؤدي إلى إرباك النهاية الخلفية مع الواجهة الأمامية. الغريزة الأولى لسمكة الفراشة عندما تتعرض للتهديد هي الفرار، مما يجعل نقطة العين الوهمية الخادعة أقرب إلى المفترس من الرأس. تستهدف معظم الحيوانات المفترسة العيون، وتخدع هذه البقعة الوهمية المفترس في الاعتقاد بأن السمكة ستهرب من ذيلها أولاً. عندما لا يكون الهروب ممكنًا، فإن سمكة الفراشة تستدير أحيانًا لمواجهة المعتدي، وينخفض رأسها وتنتصب أشواكها بالكامل، مثل ثور على وشك الشحن. قد يعمل هذا على تخويف الحيوان الآخر أو قد يُذكِّر المفترس أن سمكة الفراشة شوكية جدًا بحيث لا يمكن أن تكون طعامًا مناسبًا.
لا يمكن رؤية مُخدِّر سمك ماندارين بسهولة بسبب عادته في التغذية القاعية، بالإضافة إلى صغر حجمها الذي يصل إلى حوالي 6 سم فقط. تتغذى بشكل أساسي على القشريات الصغيرة واللافقاريات الأخرى، وتحظى بشعبية في تجارة أحواض السمك. مثلما طورت بعض أنواع الفرائس ألوانًا وأنماطًا خفية للمساعدة في تجنب الحيوانات المفترسة، طورت بعض الحيوانات المفترسة في الكمائن تمويهًا يتيح لها نصب كمين لفريستها. العقرب المكسو بالشراشيب (Tasseled scorpionfish) هو حيوان مفترس كَمين يبدو وكأنه جزء من قاع البحر المغطى بالشعاب المرجانية والطحالب. يجلس هذا العقرب في قاع البحر في انتظار مرور القشريات والأسماك الصغيرة، مثل القوبيون. المفترس الآخر هو سمكة الضفدع المخططة، إنها ترقد على القاع وتلوح بطُعم واضح يشبه الدودة مثبت بشكل استراتيجي فوق أفواههم، عادةً يبلغ طولها حوالي 10 سم (4 بوصات)، ويمكنها أيضًا نفخ نفسها مثل الينفوخية.
تتجنب أسماك الفصيلة القوبيونية الحيوانات المفترسة بدس أنفسهم في شقوق المرجان أو دفن أنفسهم جزئيًا في الرمال، إنهم يبحثون باستمرار عن الحيوانات المفترسة بأعين تدور بشكل مستقل. يمكن لتمويه سمكة العقرب المكسوة بالشراشيب أن يمنع أسماكَ هذه الفصيلة من رؤيتهم حتى فوات الأوان.
سمكة الزناد المهرج (Clown triggerfish) لها فك قوي لسحق وأكل قنافذ البحر والقشريات والرخويات ذات القشرة الصلبة. يحتوي سطحه البطني (السفلي) على بقع بيضاء كبيرة على خلفية داكنة، وسطحه الظهري (العلوي) به بقع سوداء على اللون الأصفر. هذا شكل من أشكال التظليل العكسي (Countershading): من الأسفل، تبدو البقع البيضاء مثل سطح الماء المُضاء من الأعلى. ومن أعلى، تمتزج الأسماك أكثر مع الشعاب المرجانية في الأسفل. قد يُبعِد الفمُ الأصفر الملون الزاهي الحيواناتِ المفترسة المحتملة.

## الأنواع والأمثلة
يعيش في الشعاب المرجانية أكثر من 1500 نوع مختلف من الأسماك الاستوائية وأشياء أخرى. تُقسَّم الأسماك التي تعيش في الشعاب المرجانية إلى عائلات رئيسية، وعددها قليل، وتُصنَّف حسب خصائص تختلف من عائلة إلى أخرى، منها: الشكل والحجم واللون والسلوك. ومن الأمثلة على الأسماك المرجانية:

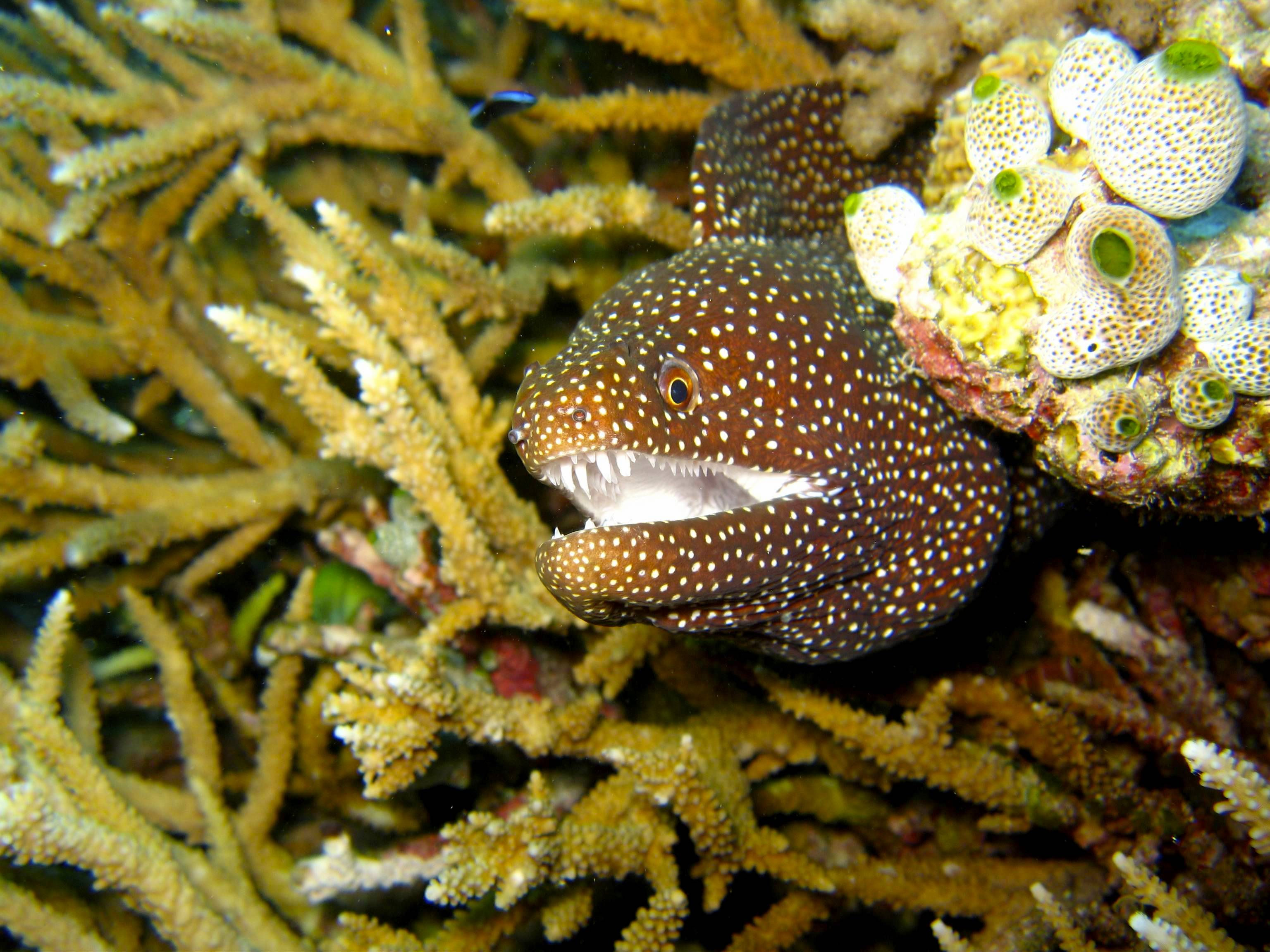
ثعبان البحر موراي (Moray eel)

- أسماك الأرنب (Rabbit fishes): تنتمي لعائلة Siganidae، وهي من أسماك الشعاب المرجانية الشائعة، تمتلك أنفاً يشبه الأرنب، إضافةً إلى أنهم تلعب دوراً بيئياً مشابهاً لدور الأرانب. تتغذى على الطحالب القاعيَّة، وتُعتبَر غذاء للإنسان وأسماك القرش. تحتوي على أشواك سامة، فيجب توخي الحذر عند التعامل معها وإزالتها من شباك الصيد، من أنواعها: أسماك الأرنب ذي القضبان المزدوجة، وأسماك أرنب السرج الذهبي.
- ثعبان البحر موراي (Moray eel): ينتمي لعائلة الشيقات (Muraenidae)، وهو نوع من الأسماك الكبيرة، له شكل أعوج، ويعيش في حجور أو شقوق في المرجان أو الصخور، ويتغذى على القشريات والرخويات والأسماك الصغيرة. تُعتبر حيوانات مفترسة؛ لذلك هي مهمة في تنظيم توازن الشعاب المرجانية. يوجد له أكثر من 200 نوع.

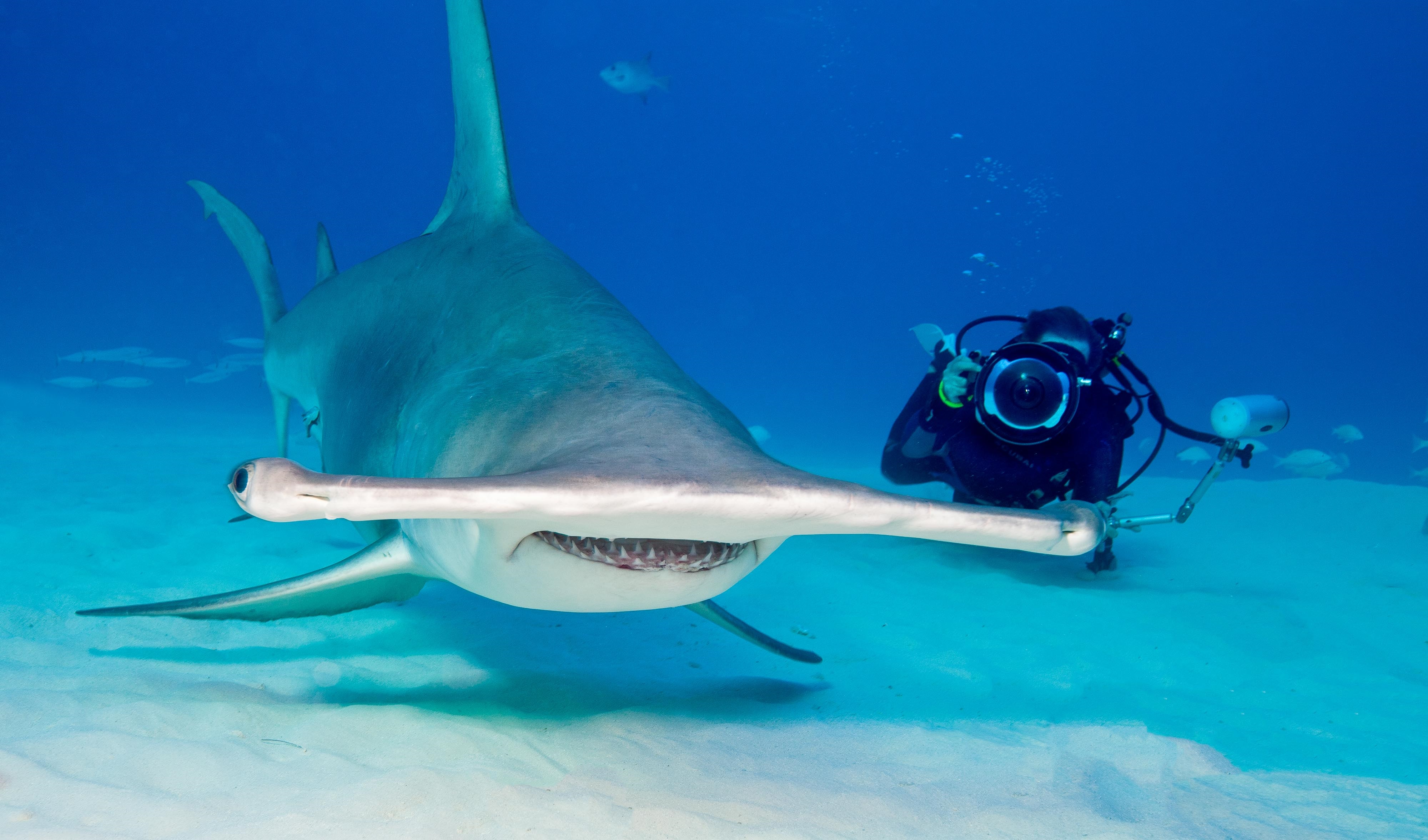
القرش المطرقة (أحد أنواع أسماك القرش)

- القرش المطرقة (أحد أنواع أسماك القرش)أسماك القرش (Sharks): تنتمي لفئة الأسماك الغضروفية (Chondrichthyes)، تمتلك هذه الأسماك جسماً انسيابياً سريعاً. في الصيد، تستخدم أسماك القرش 6 حواس، وهي: البصر واللمس والشم والسمع والتذوق وأيضاً الاستقبال الكهربائي. تُلقَّب بـ (ملوك البحر)؛ لِكَونها المفترس الأعلى في معظم سلاسل الغذاء البحرية. جديرٌ بالذكر أنه على عكس الاعتقاد الشائع، فإن أسماك القرش لا تشكل خطراً على الإنسان؛ فهي نادراً ما تُهاجمه، بل في الحقيقة، الإنسانُ هو مَن يُشكل خطراً عليها، فبحسب التقديرات أن البشر يقتلون أكثر من 100 مليون سمكة قرش سنوياً، مما يتسبب بتراجع أكثر أنواع أسماك القرش تراجعاً حاداً.

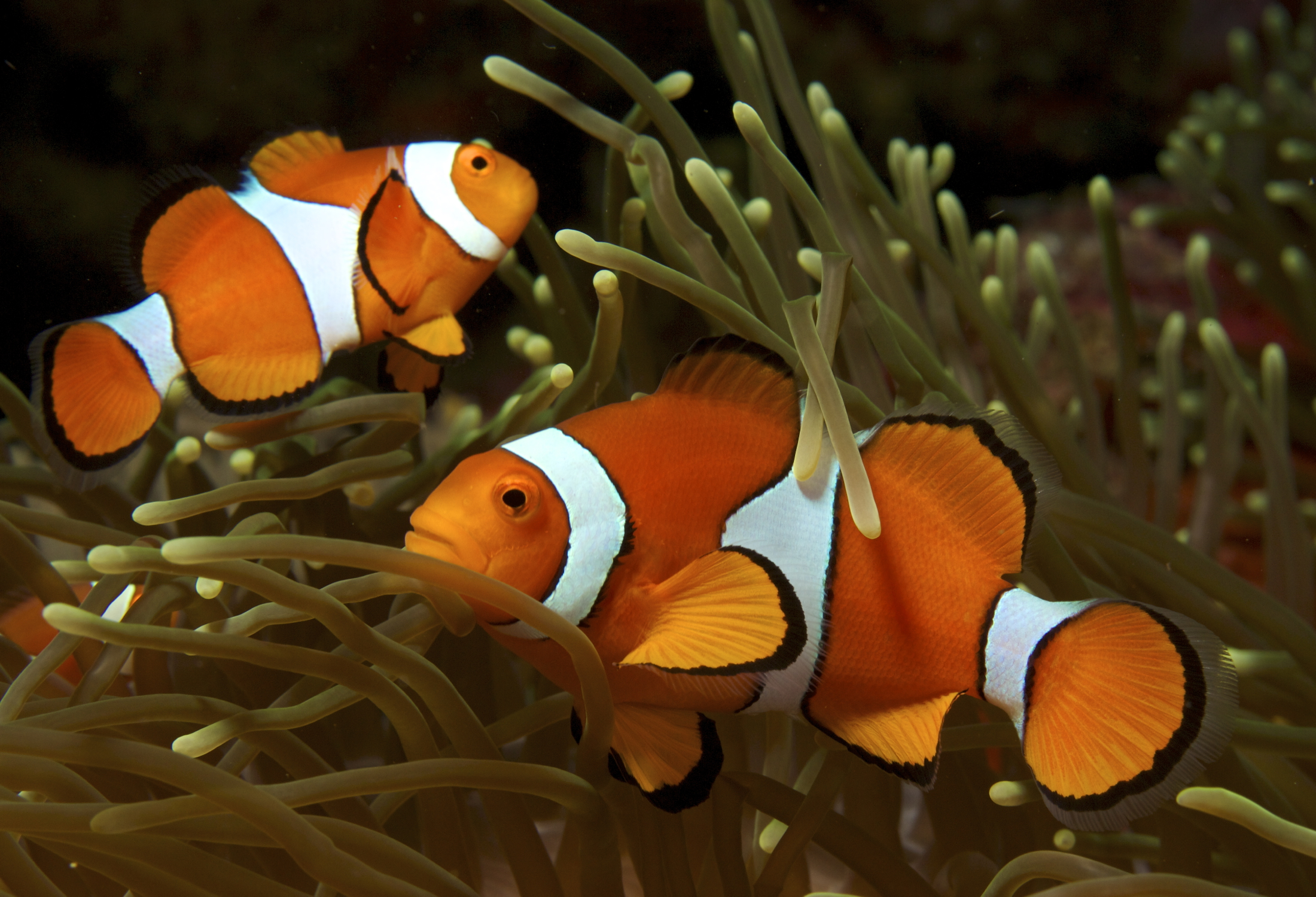
سمك المهرج (Clown fishes)

- سمك المهرج (Clown fishes)أسماك المهرج (Clown fishes).[11][12]

## التهديد بالانقراض
إن تلوث غازات الاحتباس الحراري يؤثر سلباً على الشعاب المرجانية الذي هو موطن هذه الأسماك، فالاحتباس الحراري يؤدي إلى ارتفاع درجة حرارة المحيطات مما يزيد من وتيرة وشدة أحداث التبييض الجماعي (الشامل) التي يمكن أن تقتل الشعاب المرجانية. بالإضافة إلى أن زيادة غازات ثاني أكسيد الكربون في الغلاف الجوي يؤدي إلى امتصاص مياه المحيطات المزيد من ثاني أكسيد الكربون وتُحفِّز التفاعلات الكيميائية التي تزيد المياه حمضية، ومع زيادة حمضية المياه تقل قدرة الشعاب المرجانية على النمو، وأيضاً يؤدي إلى إتلاف الجهاز العصبي للأسماك، وبالتالي تَضعف قدرتُها على الرؤية والسمع والشم.
تُعد سمكة المهرج وبعض أسماك الآنسة (Damselfish) من أسماك الشعاب المرجانية المهددة بالانقراض؛ بسبب الأمور التي ذكرناها، بالإضافة إلى كثرة التجارة بهذين النوعين خصوصاً، فهما يمثلان 40% من الأسماك المُتاجَرِ بها، فهذا أيضاً يعرِّضها لخطر الانقراض.